# George Augustus Westphal
George Augustus Alexander Westphal (Nova Escócia, América do Norte Britânica, 26 de julho de 1785 – Hove, Inglaterra, 12 de janeiro de 1875) foi um almirante da Marinha Real Britânica que serviu em mais de 100 ações. Foi Midshipman (aspirante) no HMS Victory durante a Batalha de Trafalgar.

## Vida

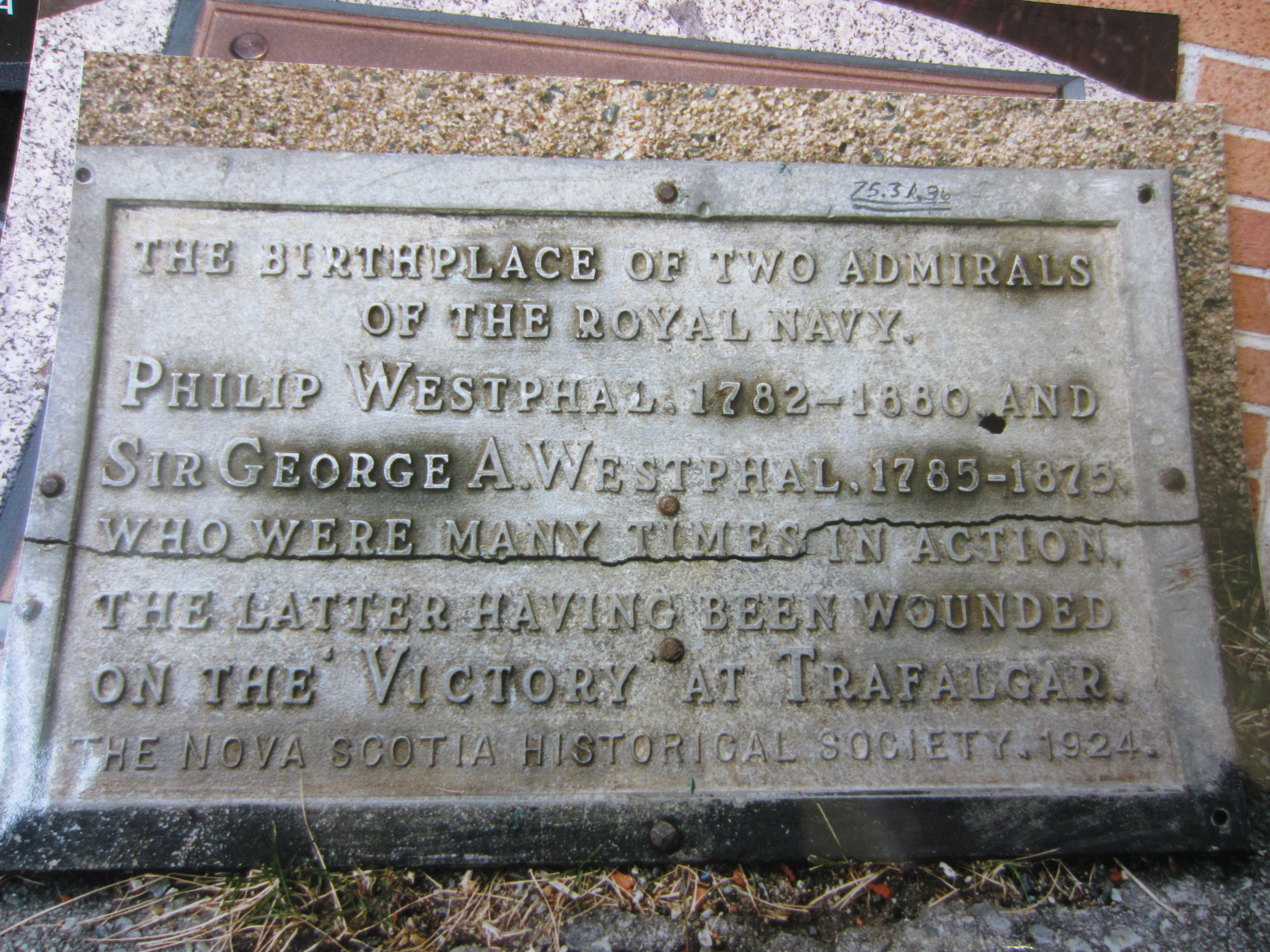
Placa da Royal Nova Scotia Historical Society no local de nascimento de Westphal, Dartmouth, Nova Escócia (Dartmouth Heritage Museum)

George nasceu em 26 de julho de 1785 em Nova Escócia, América do Norte Britânica, filho de George Westphal e irmão mais velho do almirante Philip Westphal.
Entrou na Marinha real com 13 anos de idade como voluntário de primeira classe a bordo da fragata HMS Porcupine estacionada nos Estados Unidos. Serviu depois nas Índias Ocidentais no HMS Echo e HMS Tisiphone.
Em março de 1803 embarcou na fragata HMS Amphion, que transportou Horatio Nelson ao mar mediterrâneo. Westphal foi transferido para o HMS Victory.
Westphal escreveu em um artigo publicado em 1842 no United Service magazine:

"When I was carried down wounded [George wrote], I was placed by the side of his lordship; and his coat was rolled up and put as the substitute for a pillow under my head, which was then bleeding very much from the wound I had received. When the battle was over, and an attempt was made to remove the coat, several of the bullions of the epaulet were found to be so firmly glued, unto my hair, by the coagulated blood from my wound, that the bullions four or five of them, were cut off and left in my hair; one of which I still have in my possession".

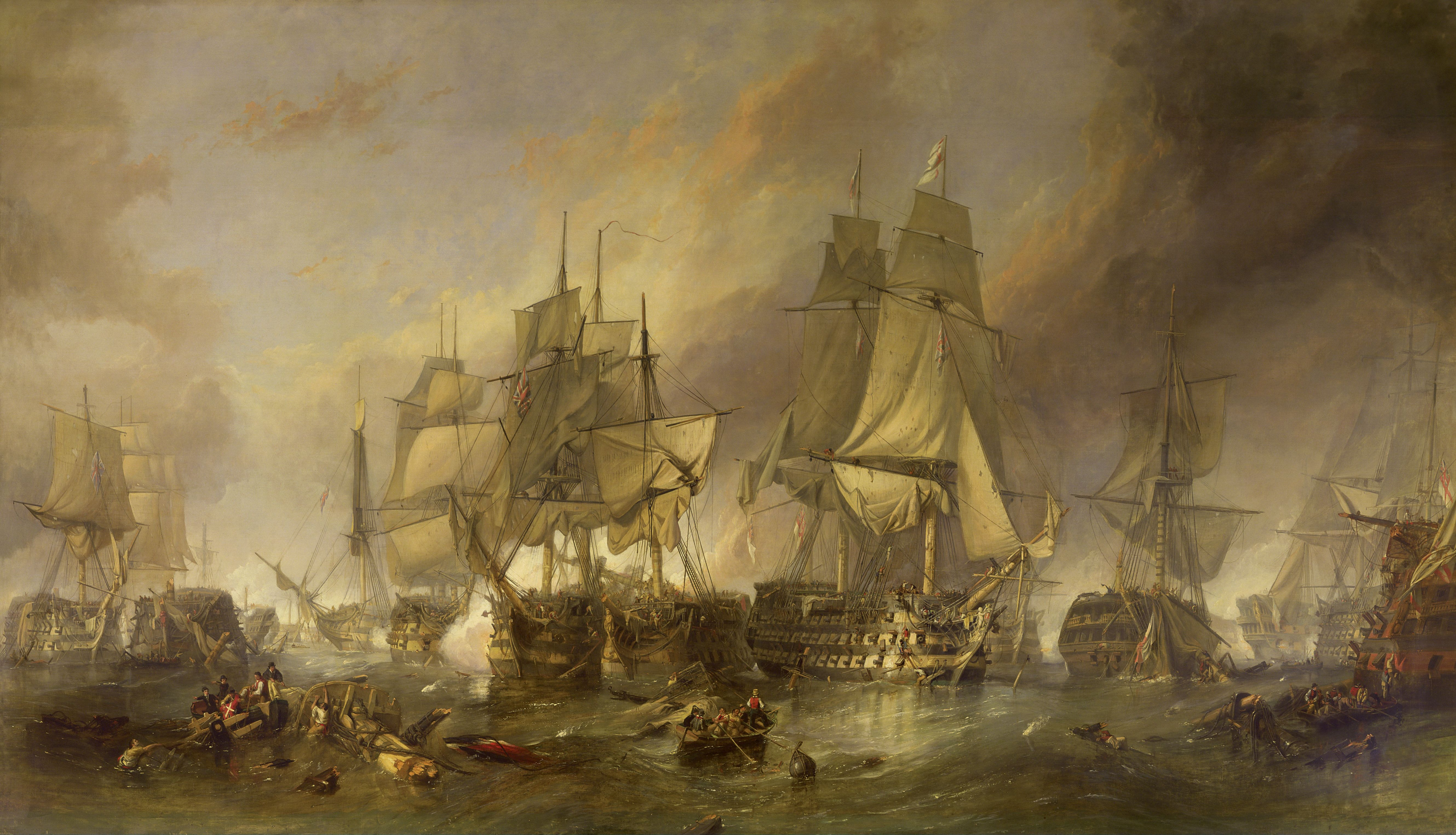
"A Batalha de Trafalgar" por Clarkson Stanfield

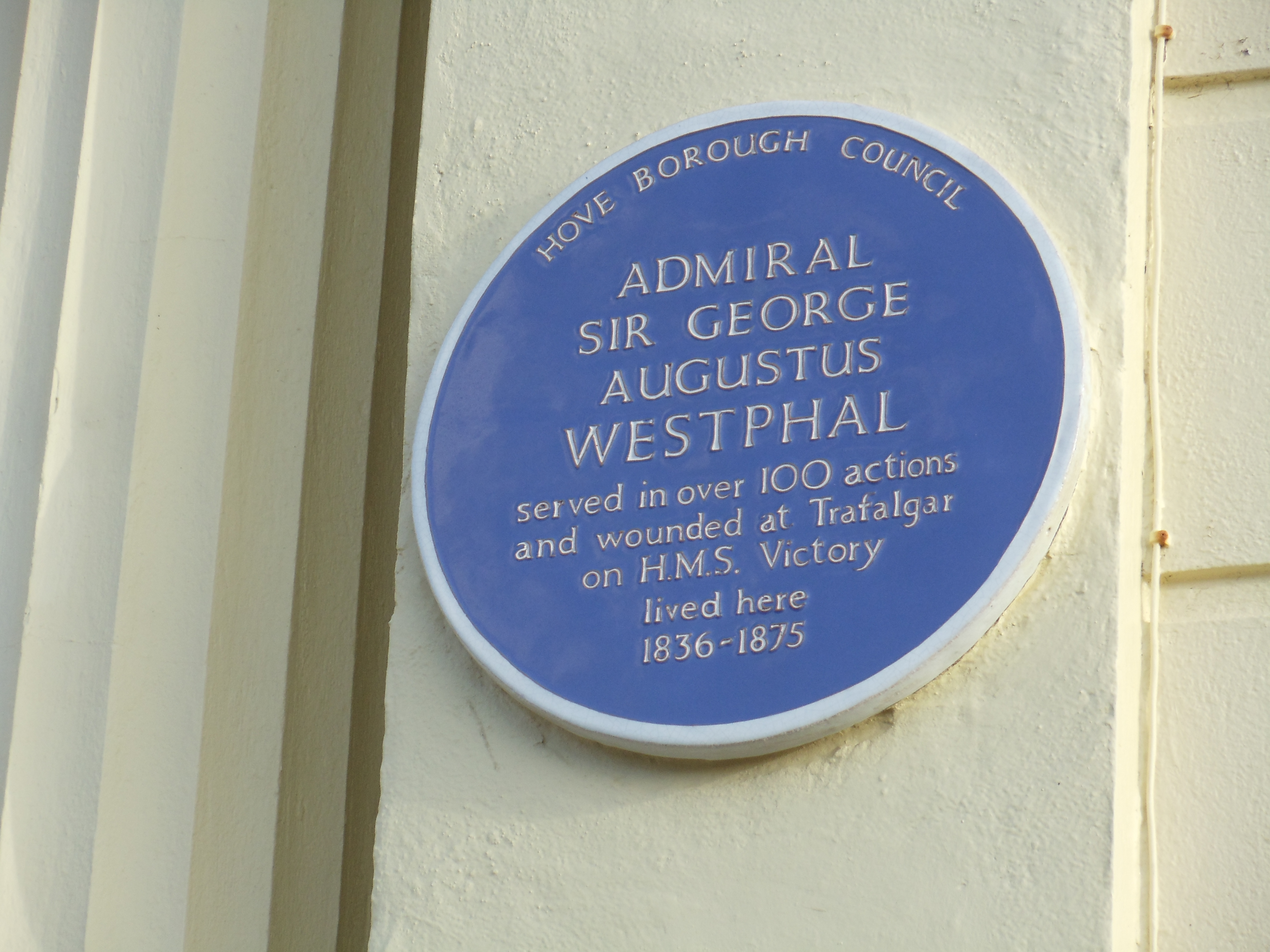
Blue plaque de George Augustus Westphal em Hove.

Westphal casou com Alicia Chambers em 1817.

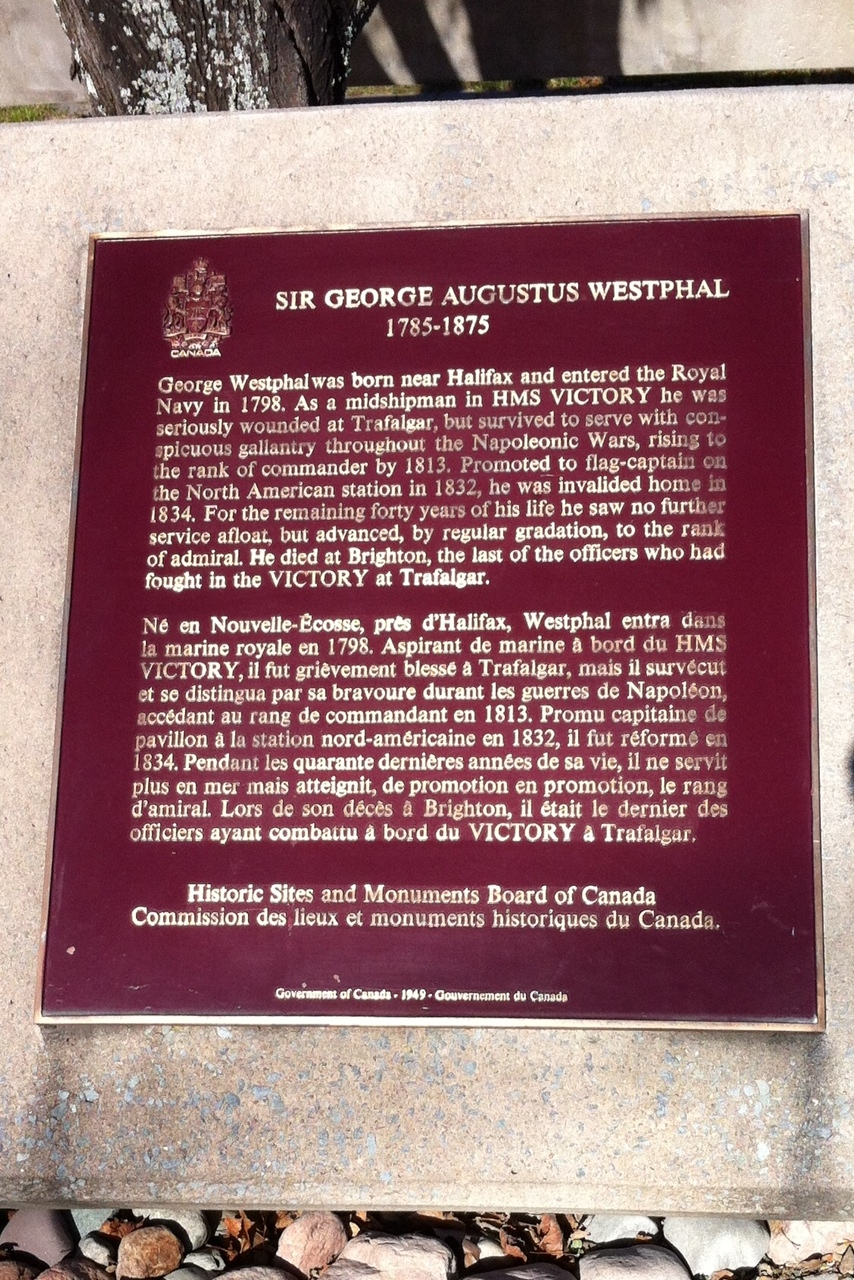
Placa a Westphal, Admiralty Garden, Stadacona, CFB Halifax, Nova Escócia

Quando Westphal morreu em 12 de janeiro de 1875, era o último oficial da Marinha Real sobrevivente que combateu em Trafalgar a bordo do HMS Victory. Com quase 90 anos de idade, viveu 70 anos após testemunhar a morte de Nelson. Foi sepultado na sepultura familiar na St Andrew's Church, Church Road, Hove.